# 응우옌푹미엔럼

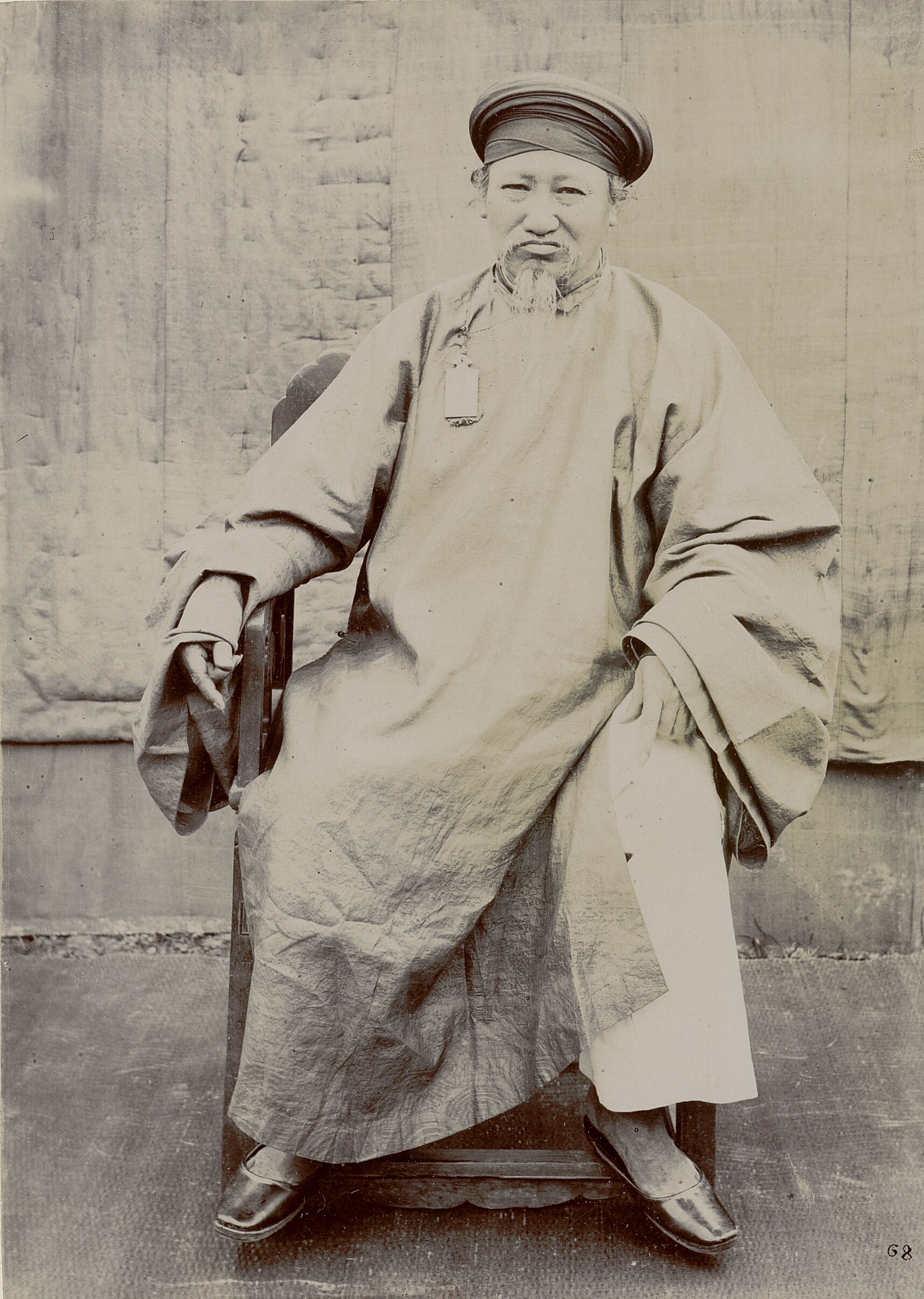

응우옌푹미엔럼(베트남어: Nguyễn Phúc Miên Lâm / 阮福綿㝝 완복면림, 1831년 1월 20일 ~ 1897년 2월 28일)은 응우옌 왕조의 황족이다. 민망 황제의 57번째 아들로, 생모는 여빈(麗嬪) 응우옌티투이쭉(阮氏翠竹)이다.

## 생애
민망 12년 음력 2월 18일(1832년 1월 20일), 후에 황성에서 태어났다. 어릴 적부터 독서를 매우 좋아하여 여러 서적을 광범위하게 섭렵하였다.
티에우찌 6년(1846년) 음력 3월, 회덕군공(베트남어: Hoài Đức Quận Công / 懷德郡公)으로 봉해졌다.
끼엔푹 원년(1884년), 존인부(尊人府) 좌존인(左尊人)으로 충임되었다.
함응이 황제가 즉위한 뒤, 종실이자 보정대신인 가흥왕(嘉興王) 응우옌푹홍흐우가 죄를 지어 면직되자 대신하여 보정대신이 되었고, 또한 존인부 우존인(右尊人)으로 직위를 고쳤다.
함응이 원년(1885년) 음력 2월, 낙국공(베트남어: Lạc Quốc Công / 樂國公)으로 진봉되었다. 그해 음력 8월, 동카인 황제가 즉위하자 회덕공(베트남어: Hoài Đức Công / 懷德公)으로 진봉되었고, 존인부 우존정(右尊正)으로 충임되었다.
타인타이 원년(1889년), 타인타이 황제가 즉위하자 다시 보정대신이 되었다.
타인타이 6년(1894년), 회덕군왕(베트남어: Hoài Đức Quận Vương / 懷德郡王)으로 진봉되었다.
타인타이 9년 음력 12월 5일(1897년 2월 28일), 사망하니 향년 67세였다. 시호를 단공(端恭)이라 하였고, 트어티엔부 흐엉투이현 즈엉쑤언사(楊春社)에 장사지냈다. 흐엉짜현 제6방(第六坊)에 사당을 세우고 제사를 지냈다.

## 자녀
아들 11명과 딸 9명을 두었다. 후예들은 궁(弓) 자부(字部)를 하사받고 그에 따라 이름을 지었다.

### 아들
- 둘째 응우옌푹홍데(阮福洪弤) - 기내후(畿內侯)로 은봉(恩封)되었다. 타인타이 7년(1895년), 회덕군공(懷德郡公)을 습봉하였고, 이후 일로 인해 봉작이 혁제되었으나 7년 뒤 군공 작위를 회복하였다.
  - 손자 응우옌푹응호악(阮福膺彍) - 회덕향공(懷德鄕公)을 습봉하였다.
- 응우옌푹홍호앙(阮福洪弘) - 딸 1명을 두었다.
- 응우옌푹홍전(阮福洪引)

### 딸
- 응우옌티하오레(阮氏好禮)

## 참고 문헌
- 《대남식록》정편(正編) 열전(列傳) 2집(二集) 권7(卷七)
- 《완복족세보(阮福族世譜)》